# Zatoka Szyszmariowa
Zatoka Szyszmariowa – zatoka w stanie Alaska, nad Morzem Czukockim, przy ujściu Serpentine River, osłonięta od otwartych wód przez Wyspę Saryczewa.
Zatokę nazwał w 1816 roku Otto Kotzebue na cześć admirała Gleba Szyszmariowa.